# Álvaro de Luna
Pour les articles homonymes, voir Álvaro de Luna (homonymie).

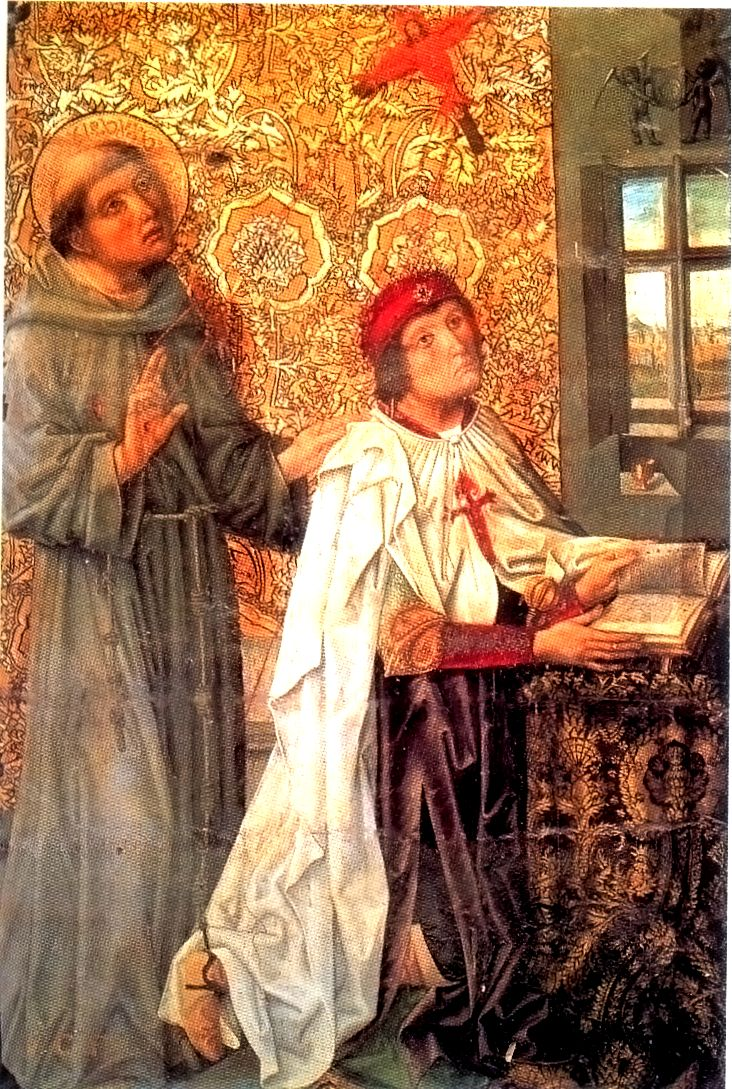
Portrait d'Álvaro de Luna

Álvaro de Luna, né en 1390 à Cañete (près de Cuenca, royaume de Castille), et mort exécuté le 2 juin 1453 à Valladolid, est un noble castillan, favori du roi Jean II de Castille dès les années 1410. 
Fait premier comte de San Esteban de Gormaz, il devient connétable de Castille et maître de l'ordre de Santiago. Mais, en butte à l'hostilité de plusieurs clans nobiliaires et de la reine Isabelle de Portugal, il est arrêté en 1453, puis condamné à mort.

## Biographie

### Origines familiales et formation
Álvaro de Luna est le fils illégitime d'Álvaro Martínez de Luna, copero mayor (grand échanson) du roi Henri III de Castille, issu d'une grande famille du royaume d'Aragon. 
Sa mère est María Fernández de Jarana, une roturière réputée pour sa beauté[réf. nécessaire]. 

### Favori du roi Jean II
Son oncle Pedro de Luna, archevêque de Tolède (ultérieurement l'antipape Benoît XIII), l'introduit à la cour. 
Très vite, il acquiert un ascendant notable sur le roi Jean II (1405-1454, roi en 1406), qui n'est encore qu'un enfant, sous la tutelle de son oncle l'infant Ferdinand (1380-1416), qui se méfie d'Álvaro. Mais, en 1412, Ferdinand devient roi d'Aragon sous le nom de Ferdinand Ier à la suite du compromis de Caspe, auquel participe Benoît XIII. Le départ de Ferdinand, qui laisse la régence de Castille aux mains de la reine-mère Catherine de Lancastre, veuve de Henri III, renforce la position de Luna auprès de Jean II.
L'ascendant de Luna sur le roi a été par la suite attribué à des pratiques de sorcellerie[réf. nécessaire], mais il est plus probable que le roi Jean II, isolé politiquement par l'opposition des grands lignages nobles, notamment par ses cousins les « infants d'Aragon », fils de Ferdinand Ier, cherche en Álvaro un conseiller d'autant plus fidèle qu'il lui doit tout. Luna est également reconnu comme un parfait chevalier, bon cavalier, habile au maniement de la lance et compositeur de poésies courtoises.

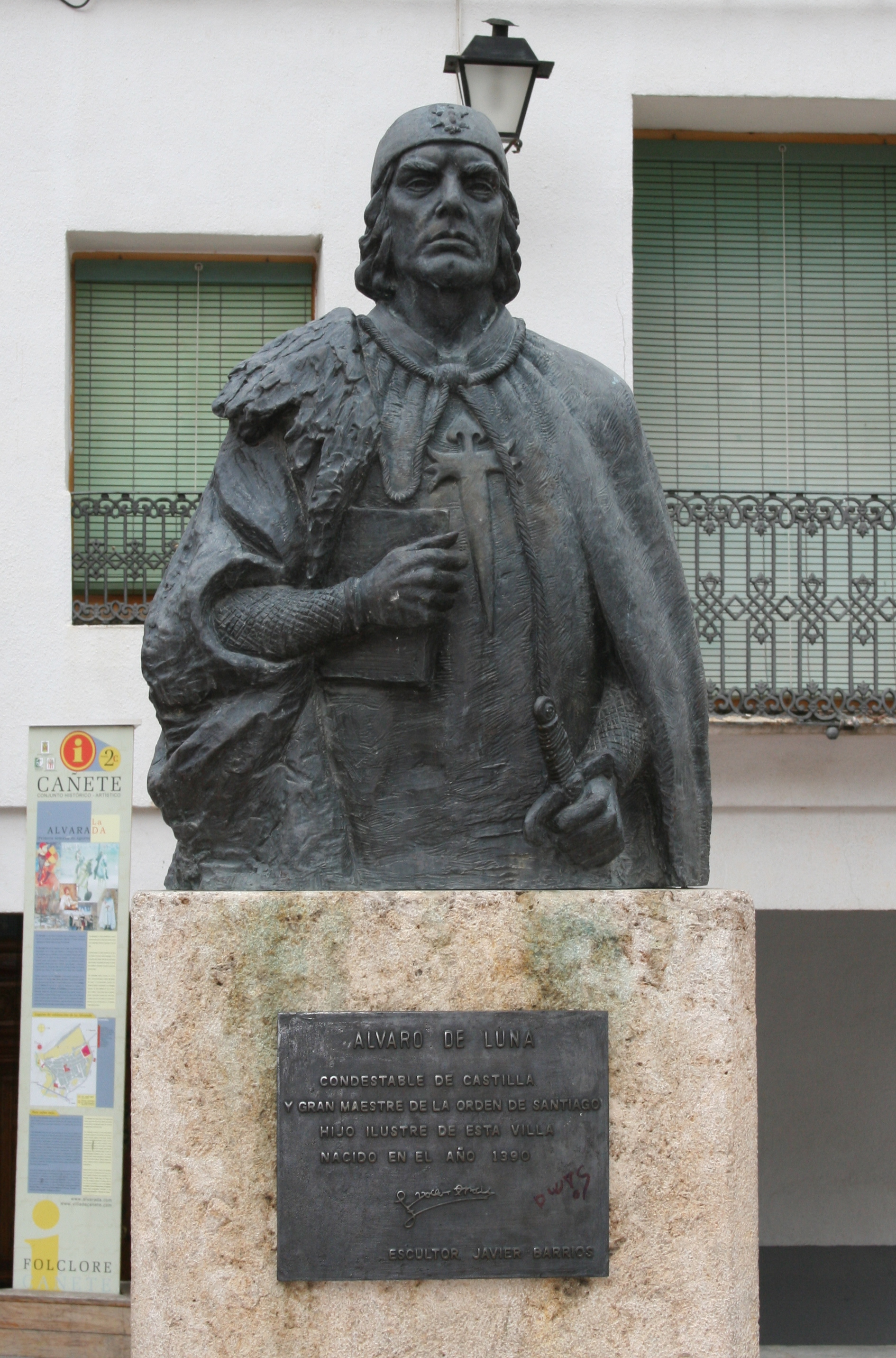
Statut à l'effigie d'Álvaro de Luna

Luna focalise les critiques des différentes factions nobiliaires, qui cherchent à expulser le favori pour prendre sa place dans la faveur du roi et favoriser ainsi leurs intérêts. 
Lui-même cherche d'ailleurs à concentrer les grâces royales sur sa personne et sa proche famille. En 1425, il est fait comte de San Esteban de Gormaz et connétable de Castille (c'est sous ce titre de connétable de Luna (condestable de Luna) qu'il est le mieux connu). 
Au gré des alliances, Álvaro de Luna doit quitter la cour, mais un retournement d'alliances peut le ramener à sa place de favori. Ainsi en 1427, il est exilé, mais revient auprès du roi dès 1428. 
En 1431, il tente de rassembler la noblesse castillane dans une croisade contre le royaume de Grenade, mais malgré quelques succès, l'expédition ne parvient pas à prendre Grenade. Selon certaines sources, à cause du tremblement de terre d'Atarfe, et selon d'autres, les Maures auraient soudoyé Álvaro de Luna « avec une charrette pleine de figues et dans chacune d'elles une pièce d'or ».
En 1445, Luna défait une coalition de nobles hostiles menée par les infants d'Aragon à la première bataille d’Olmedo. Il bénéficie du soutien royal pour être élu comme maître de l’ordre de Santiago. La femme de Jean II, Marie d'Aragon, sœur des infants d'Aragon, meurt la même année. Luna est alors au sommet de sa puissance, mais il est toujours dépendant du soutien du roi. La seconde femme de Jean II, Isabelle de Portugal, jalouse de l'influence du connétable, n'a de cesse de le marginaliser à la cour. En 1453, la mort du comptable du roi donne l'occasion à la faction de la reine d'agir. 

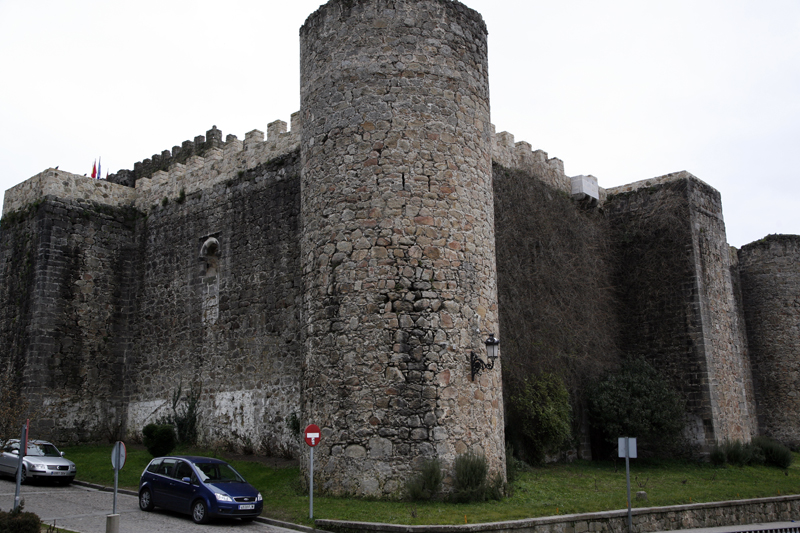
Château de Portillo

### Mort et funérailles
Isabelle arrache du vieux Jean II la déchéance de son favori, qui est interné au château de Portillo. Peu après, Álvaro de Luna est jugé et condamné à mort par un tribunal expéditif réuni à Valladolid. Il est exécuté le 2 juin 1453.

### Mariage et descendance
De son mariage avec Juana Pimentel, Luna laisse deux enfants :
- Juan de Luna, deuxième comte de San Esteban de Gormaz,
- María de Luna, troisième comtesse de San Esteban de Gormaz, après son frère mort prématurément. Elle repose dans la chapelle Saint-Jacques de la cathédrale de Tolède.

## Mémoire
Álvaro de Luna acquerra une grande notoriété, et sera encensé par un courant de la littérature espagnole comme les fameux couplets de Jorge Manrique. D'autres, comme le père Juan de Mariana, dénoncèrent le favori ambitieux et avide.